# Rudy Woods
Rudolph Dewayne Woods, detto Rudy (Bryan, 12 ottobre 1959 – 28 gennaio 2016), è stato un cestista statunitense, professionista in Italia e in Spagna.

## Carriera
Venne selezionato dai Dallas Mavericks al quarto giro del Draft NBA 1982 (73ª scelta assoluta).
Con gli Stati Uniti disputò le Universiadi di Città del Messico 1979.

## Palmarès
- McDonald's All-American Game (1978)